# Rieux Communal Cemetery
Rieux Communal Cemetery is een Britse militaire begraafplaats gelegen in de Franse plaats Rieux (Noorderdepartement). De begraafplaats wordt onderhouden door de Commonwealth War Graves Commission.
De begraafplaats telt 12 geïdentificeerde Gemenebest graven uit de Tweede Wereldoorlog.